# Myrmecodillo pacificus
Myrmecodillo pacificus är en kräftdjursart som beskrevs av Stefano Taiti och Franco Ferrara1991. Myrmecodillo pacificus ingår i släktet Myrmecodillo och familjen Armadillidae. Inga underarter finns listade i Catalogue of Life.